# Patrick Van Kets
Patrick Van Kets (Duffel, 12 december 1966 – Leuven, 26 september 2022) was een Belgisch voetballer en voetbalcoach.

## Clubcarrière
Van Kets speelde in België voor KRC Mechelen, STVV en Beerschot VAC. In Frankrijk speelde hij voor Le Mans FC, Chamois Niortais, Gazélec Ajaccio, Racing Paris, Red Star FC en US Albi. In het seizoen 1998/99 werd hij als speler van Gazélec Ajaccio topschutter van de Championnat National.
Van Kets werd in het verleden geselecteerd voor België –16 en België –17, maar speelde uiteindelijk geen jeugdinterland.
Op 26 september 2022 overleed Patrick van Kets op 55-jarige leeftijd aan de spierziekte ALS.